# Паханческая губа
Паханческая губа — губа на юго-востоке Печорского моря, вдаётся в северную часть материка.

## География
Мелководный морской залив с узкой — до 10 километров — полосой приморской тундры. Расположена на севере Ненецкого автономного округа, омывает берег Большеземельской тундры. Входными мысами в губу, отделяющими её от Печорского моря, являются Чёрная Лопатка на западе в устье реки Чёрной и мыс Бизекова на востоке на острове Песяков.
Остров Песяков на северо-востоке губы отделяет её от Варандейской губы, расположенной западнее. Обе губы соединены протокой Песяков Шар. Также в губе расположен остров Чаичий примерно в 4 километрах от Песякова. Кроме того, северо-западнее, находятся острова Гуляевские Кошки, отделяющие Печорскую губу от Печорского моря.
На восточном берегу находится мыс Нгевсаля и гряда Пярцорхой, а вокруг всей губы множество мелких рек и озёр.
Входит в состав государственного природного заказника регионального значения «Паханческий».

## Фауна
Русло пролёта водоплавающих птиц. Остановка мигрирующих гусей и чёрной казарки. С 1970-х годов в губе проводятся исследования по численности и миграциям водоплавающих птиц Юрием Минеевым.